# Lluís Bonet
Pour les articles homonymes, voir Bonet.
Lluís Bonet, de son nom complet Lluís Bonet i Gari, est un architecte catalan né à Argentona en 1893 et mort à Barcelone le 30 janvier 1993. Il est un des disciples d'Antoni Gaudí qui continue (avec Domènec Sugrañes i Gras, Isidre Puig i Boada, Francesc de Paula Cardoner i Blanch et Francesc de Paula Quintana i Vidal) le travail de construction de la Sagrada Familia.
Il est également le père du compositeur Narcis Bonet i Armengol, de l'architecte Jordi Bonet i Armengol, du prêtre Lluís Bonet i Armengol et l'oncle du céramiste et sculpteur Jordi Bonet i Godó.

## Biographie
Son intérêt pour l'architecture provient de Josep Puig i Cadafalch, qui en 1898 restaure la casa Garí, sa maison natale d'Argentona, où son grand-père avait construit un théâtre pour présenter, entre autres, son propre travail. Lluís Bonet obtient son diplôme en architecture en 1918 et travaille aux côtés de Joseph Puig. À cette période il rencontre le déjà célèbre Antoni Gaudí et se rend souvent à la Sagrada Familia pour apprendre son architecture et son mode de vie.
En tant que disciple de Gaudi, il reprend son style dans ses propres projets, notamment dans la chapelle Saint-Michel de la Croix édifiée à Argentona en 1929. Il perpétue ce style jusqu'à l'éclatement de la guerre civile espagnole en 1936.
Quand, au début de la guerre civile des fanatiques incendient le presbytère de la Sagrada Familia, et avec lui les maquettes en plâtre dessinées par Gaudí, Lluís Bonet tente de tout sauver, au péril de sa vie. Il restaurera ces maquettes en 1938.
Après la guerre, il décide de reprendre les travaux de la Sagrada Familia. Il succède ainsi aux architectes Domènec Sugrañes i Gras, Isidre Puig i Boada, Francesc de Paula Cardoner i Blanch et Francesc de Paula Quintana i Vidal, quand il est nommé architecte en chef de la Sagrada Familia en 1971. Il occupe ce poste jusqu'en 1980.

## Influences et héritage
Bonet est l'un des représentants de l'école monumentaliste, ce qui transparaît dans ses œuvres comme l' Institut Nacional de Previsió i Banc Vitalici et le Passeig de Gràcia amb Gran Via (1949) édifiés à Barcelone.
Lluís Maria Pascual Roca est un de ses disciples .
C'est aussi un défenseur de la culture catalane après la guerre. Il accueille notamment chez lui les réunions de l'Institut d'études catalanes de 1941 à 1959 et de la société des Amis de la poésie. En 1982, il reçoit la Croix de Saint-Georges.

## Œuvres
- Groupe scolaire Ramon Albó (Castellterçol), 1923
- Casa Elisa Conty (Barcelone), 1926
- Torre Sala (Teià, Maresme), 1928, une des neuf maisons identiques construites dans différents pays
- Chapelle Saint-Michel de la Croix (Argentona), 1929
- Casa Patxot (Barcelone), 1942
- Bâtiment de la banque Vitalici, ultérieurement renommée bâtiment Generali (582 av. Diagonal, Barcelone), 1943
- Chœur de la cathédrale de Terrassa, 1945
- Institut Català de la Salut (rue Balmes, Barcelone), 1946
- Croix de Pedralbes (Barcelone), 1946
- Banque Vitalici, aujourd'hui nommé Bâtiment Generali (pg. Gràcia, Barcelone), 1949
- Banque de Sabadell (pl. Sant Roc, Sabadell), 1954
- Monastère Saint-Benoît de Montserrat (Marganell, Bages), 1954
- Casal de l'Espluga de Francolí (Conca de Barberà), 1963
- Église de la Sainte-Trinité (Sabadell), 1975
- Les maisons de Maresme, 1983

## Galerie photographique

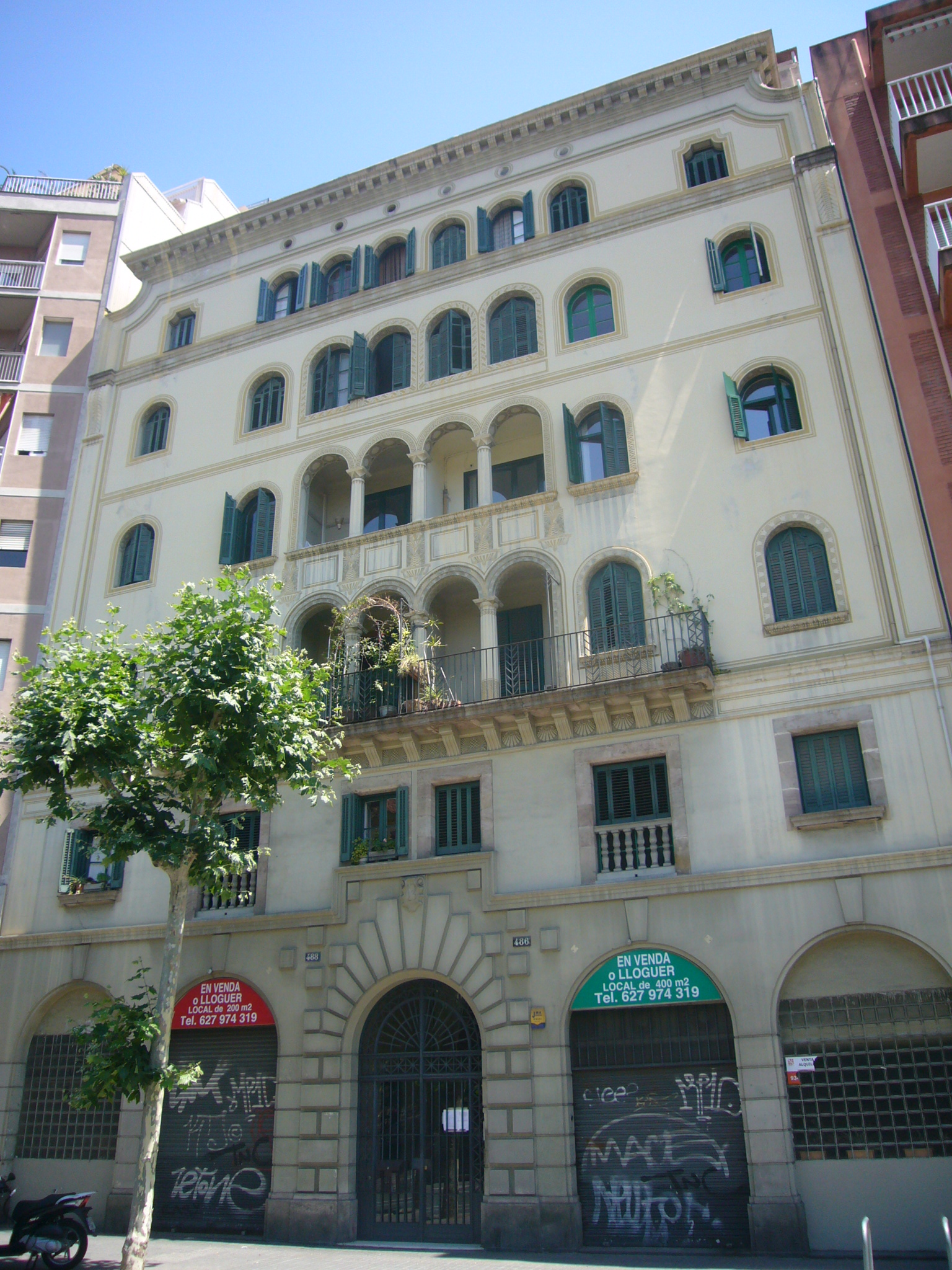
Casa Elisa Conty
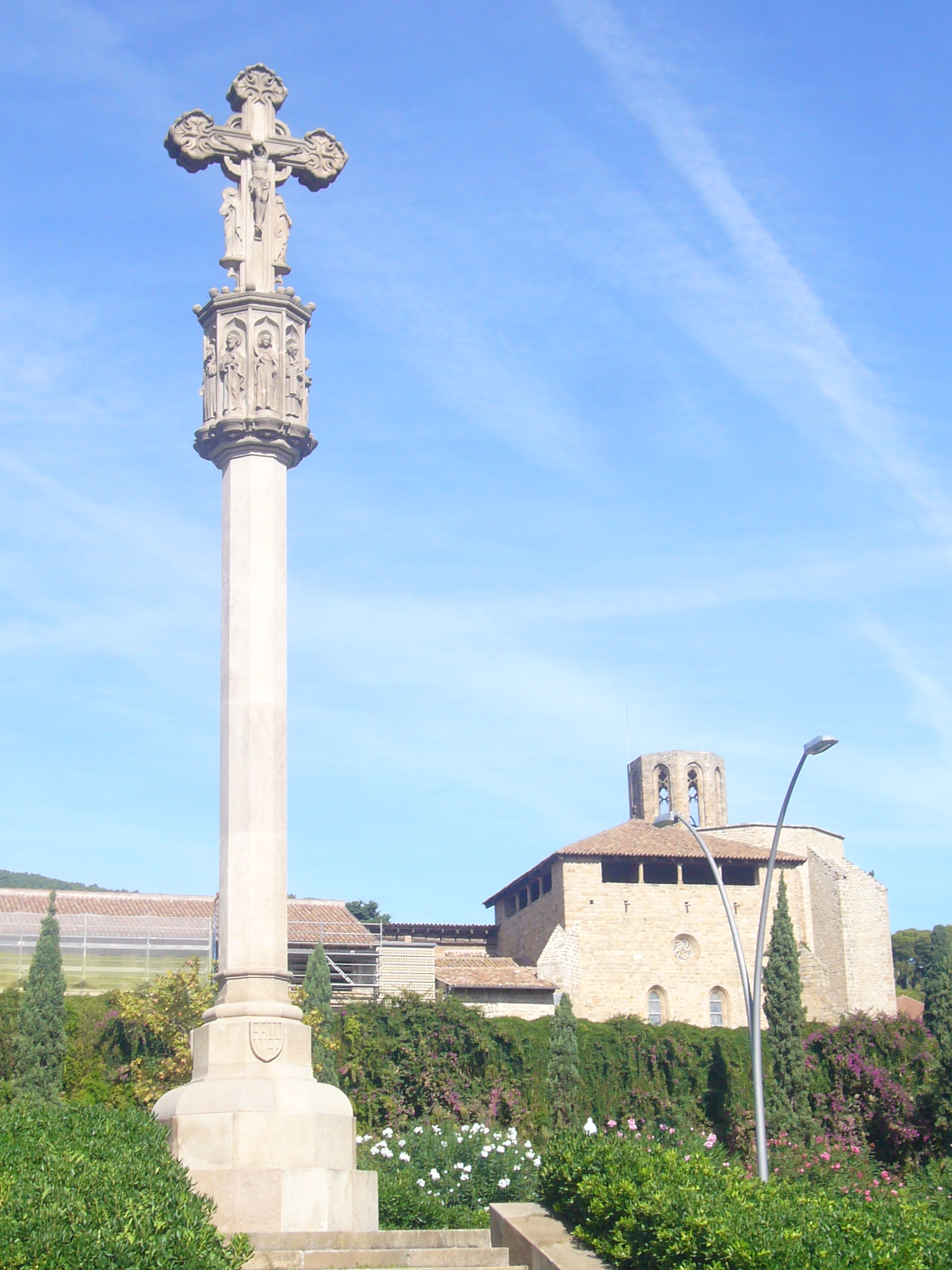
Croix de Pedralbes, Barcelona
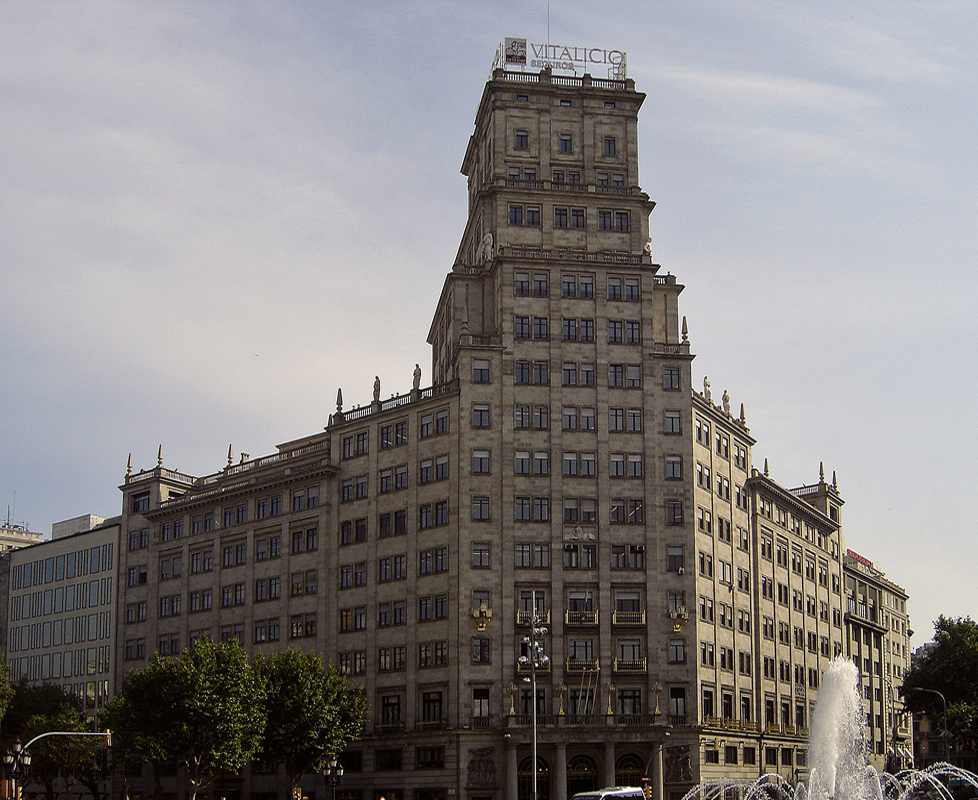
Bâtiment de la banque Vitalici, pg. Gràcia, Barcelona
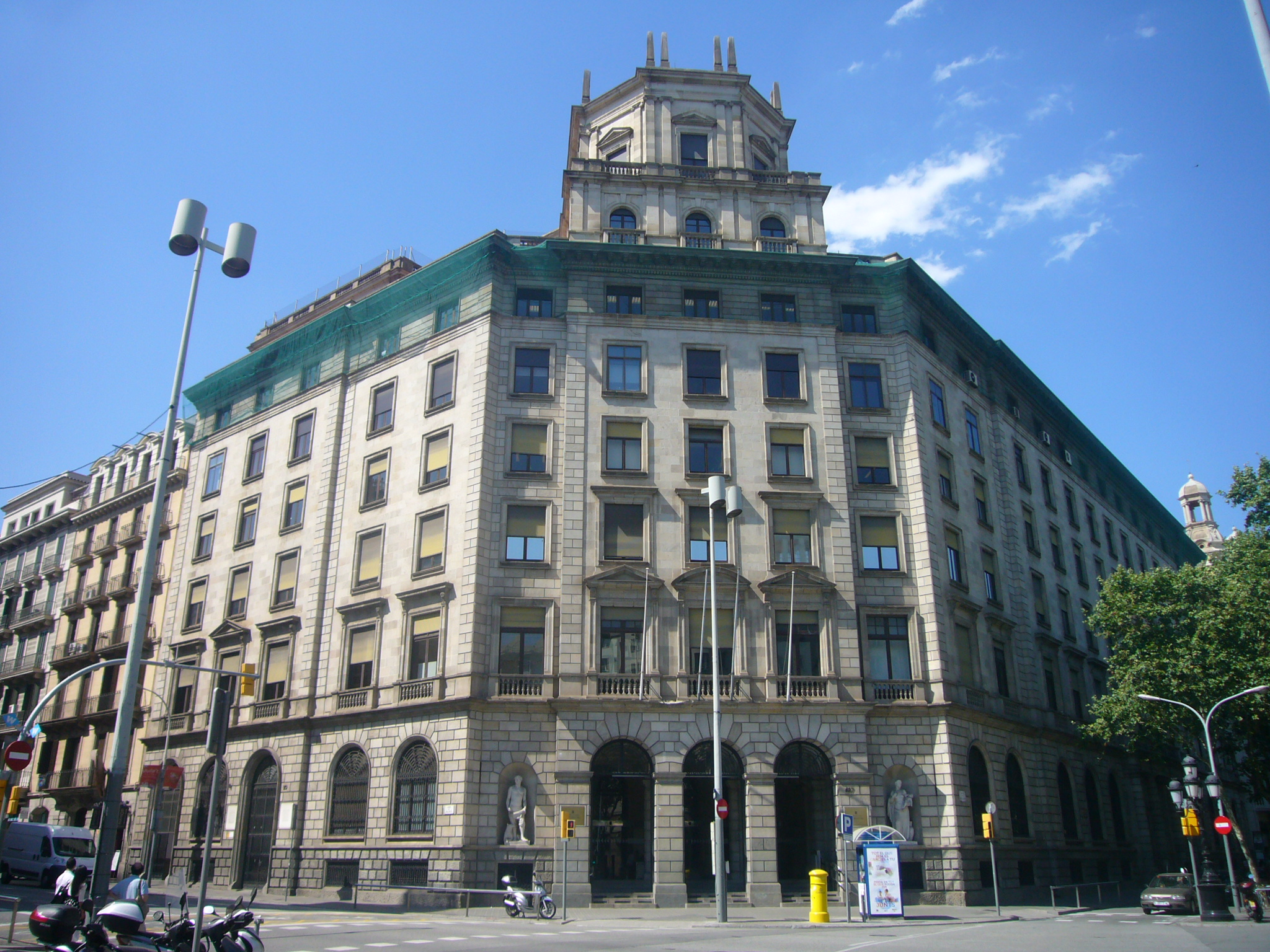
Bâtiment de l'Institut Català de la Salut rue Balmes
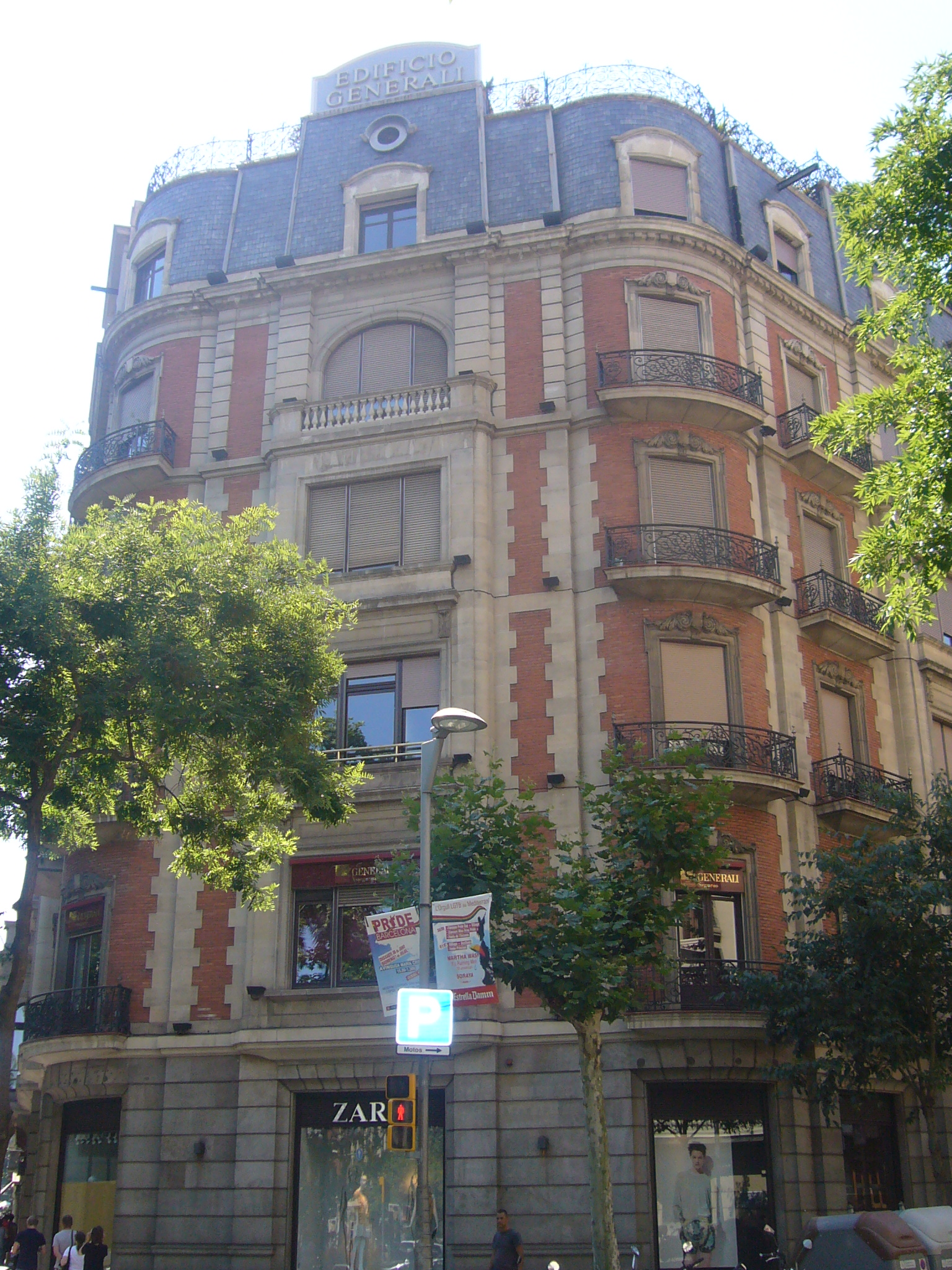
Bâtiment de la banque Generali (Barcelone)
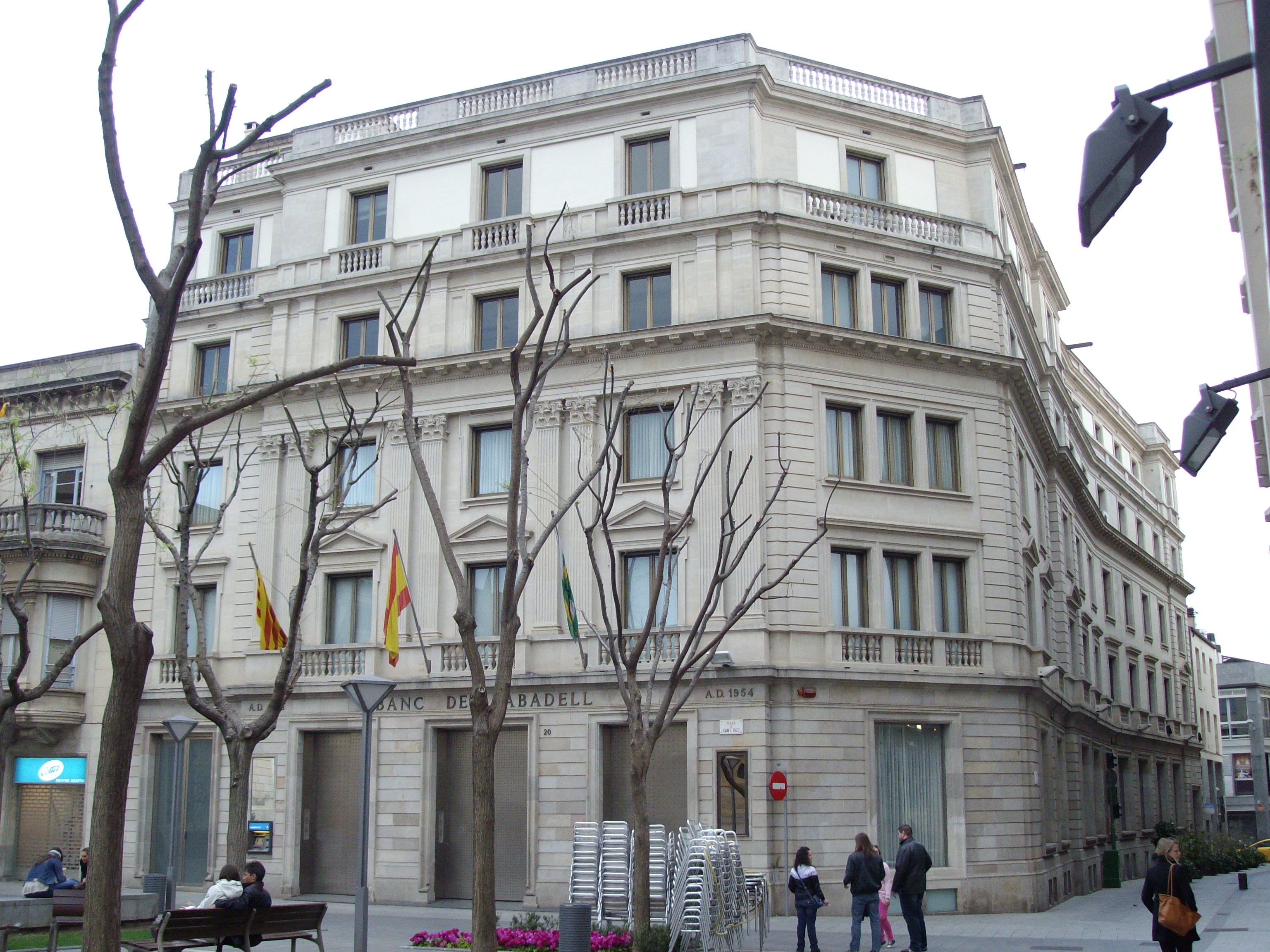
Banque de Sabadell
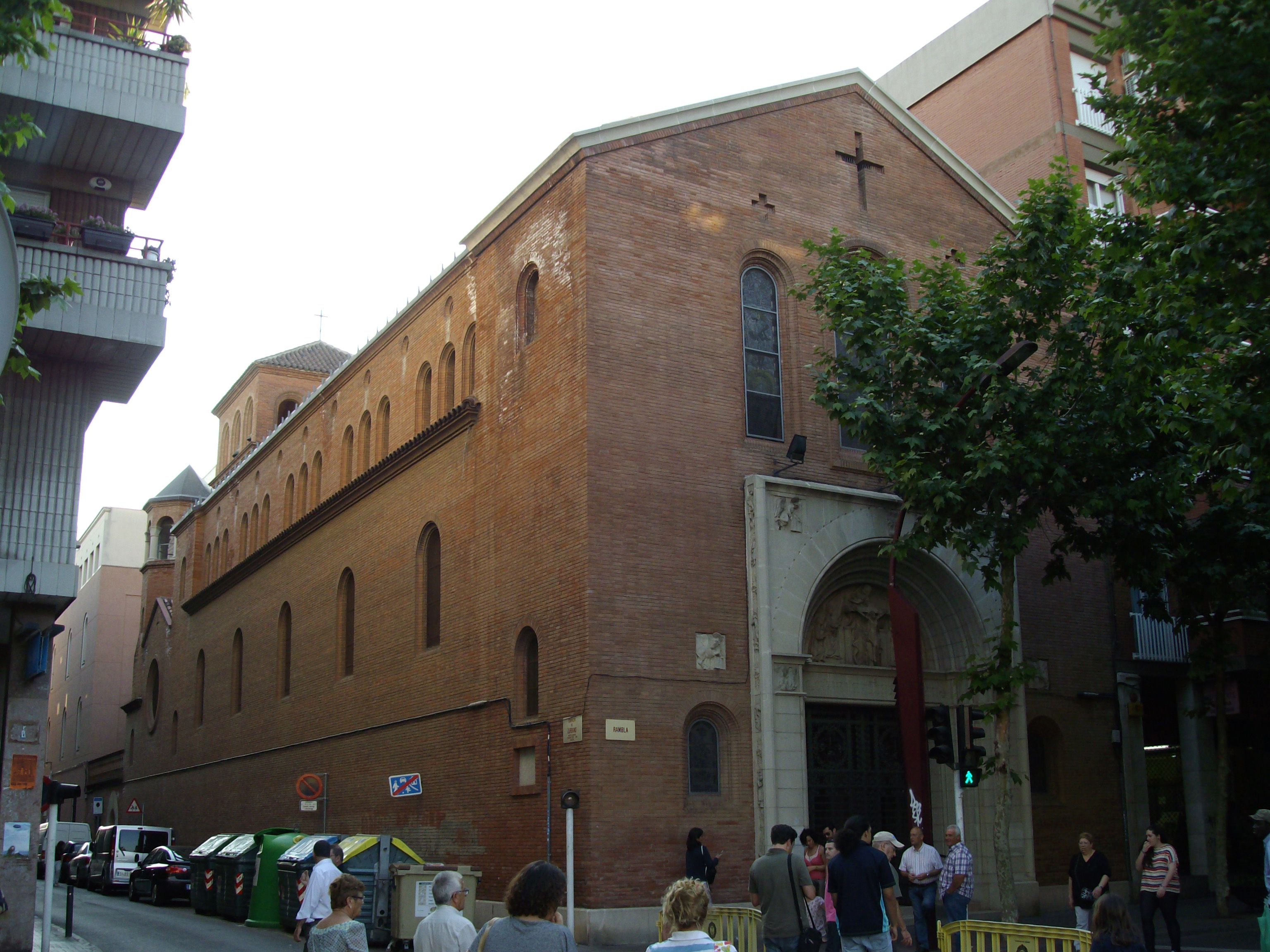
Église de la Sainte-Trinité de Sabadell